# غريزة التعشيش
تشير غريزة التعشيش إلى غريزة الحيوانات الحبلى أو رغبتها في إعداد بيت لمولودها القادم. وتوجد هذه الغريزة في مجموعة متنوعة من الحيوانات (الثدييات والطيور على حد سواء) بما في ذلك البشر.

## في الحيوانات
في القوارض والأرنبيات، تتميز غريزة التعشيش عادةً في الرغبة في السعي للحصول على أكثر بقعة محمية منخفضة متاحة؛ وهذا هو مكان ولادة الثدييات. وقد تظهر أنثى الكلب علامات تدل على سلوك التعشيش قبل وقت ولادتها بوقت قصير date وتشمل التسابق وبناء العناصر الموجودة في أنحاء البيت، مثل البطانيات، والملابس، والحيوانات المحنطة. (في بعض الأحيان تقوم بتلك الأمور أيضًا في حالات الحمل الكاذب أو الحمل الشبحي). القطط المنزلية غالبًا ما تبني الأعشاش من خلال جلب القش، وقصاصات القماش، والمواد الناعمة الأخرى لمكان منعزل أو صندوق، وهي تنجذب بشكل خاص إلى الشون كأماكن للتعشيش. وتعرف هذه الغريزة في الطيور باسم "حضون الدجاج"، وتتميز بالإصرار على البقاء في العش قدر الإمكان، والتوقف عن وضع بيض جديد. وليس لدى الجرابيات غريزة التعشيش بحد ذاتها، لأن حقيبة الأم تقوم بوظيفة سكن حديثي الولادة.

## في البشر
في إناث البشر، تظهر غريزة التعشيش غالبًا قرابة الشهر الخامس من الحمل, ولكنها قد تظهر في الشهر الثامن، أو لا تظهر على الإطلاق[بحاجة لمصدر]. وقد تكون في أوجها قبيل بداية ألم الولادة.
وتتميز عادةً بالرغبة القوية في تنظيف المنزل وتنظيمه وهذه هي إحدى أسباب قيام الأزواج الذين ينتظرون مولودًا بإعادة تنظيم المنزل وتنظيفه.